# متوسط الوقت الحر
تتصادم الجزيئات في السائل باستمرار مع بعضها البعض. يعرف متوسط الوقت الحُرّ للجزيء في السائل بأنه متوسط الوقت بين هذه التصادمات، أي ان متوسط المسار الحر للجزيء هو نتاج ضرب متوسط السرعة ومتوسط الوقت الحُرّ. تُستخدم هذه المفاهيم في النظرية الحركية للغازات لحساب معاملات النقل مثل اللزوجة.
قد يكون متوسط المسار الحر في الغازات أكبر بكثير من متوسط المسافة بين الجزيئات في حين يكون هذان الطولان متشابهين جدًا في السوائل.
يُعد التشتت عملية عشوائية وغالبًا ما يتم نمذجتها على أنها عملية بواسون، حيث يكون احتمال حدوث تصادم في فترة زمنية صغيرة {\displaystyle dt} مساوياً ل {\displaystyle dt/\tau }. بالنسبة لعملية بواسون مثل هذه، فإن متوسط الوقت منذ التصادم الأخير، ومتوسط الوقت حتى التصادم التالي، ومتوسط الوقت بين التصادمات كلها مساوياً ل {\displaystyle \tau }.